# Serrasalmus elongatus
Serrasalmus elongatus es una especie de pez de la subfamilia de los "caribes" o "pirañas" presente en los ríos de la cuenca del Amazonas, Orinoco y Guayanas. 

## Hábitat
En Venezuela, habita principalmente ríos de aguas blancas y claras de la cuenca del Orinoco. Frecuentemente se le encuentra en ríos (morichales) y las sabanas inundadas de aguas muy transparentes de los llanos centrales de Venezuela. 

## Descripción
El cuerpo es muy alargado con la cabeza moderada y muy aguzada, plateada con el iris amarillo. El cuerpo es romboidal, de color plateado verdoso metálico en juveniles, sin manchas o marcas distintivas a excepto de una mancha negra en la base de la aleta caudal. Las aletas son incoloras o transparentes. En los adultos el cuerpo es generalmente plateado-plomizo hacia la región dorsal. Las regiones pectorales y abdominal son anaranjada a rojo fuego. Una mancha negra en la región humeral por encima de la aleta pectoral. Cabeza similar al cuerpo con la región dorsal gris y la ventral amarilla a rojo. Iris amarillo a rojo, variable. Caudal en adultos muy oscura. Ejemplares en alcohol muestran series de puntos o bandas transversales en el cuerpo sobre todo en la región dorsolateral.

## Comportamiento
Son peces predadores principalmente consumen otros peces más pequeños, larvas de insectos acuáticos (juveniles) y crustáceos (camarones). Sin embargo juveniles y adultos tempranos comen aletas de otros peces (pterigiofagia). No son gregarios.

## Comentario
En 1951, Agustín Fernández-Yépez describió a Serrasalmus pingke, basado en dos ejemplares de 54 y 58 mm LE. Revisando el sintipo de S. elongatus Kner, 1860 y numerosos ejemplares capturados en la localidad tipo de "pingke" estamos seguros que la especie de Fernández-Yépez es un sinónimo de S. elongatus.